# Spyta
Spyta (německy Spitta) je místní část města Česká Skalice v okrese Náchod. Nachází se jižně od centra České Skalice u přehradní nádrže Rozkoš.
V současné době je zde umístěn areál kynologů, kde se konají např. letní výcvikové tábory.
Do katastru Spyty patří také areál TJ Slávia-Jachting Česká Skalice, který se nachází u hlavní hráze přehrady Rozkoš směrem na Nové Město nad Metují.